# Nodaria unicolor
Nodaria unicolor là một loài bướm đêm trong họ Noctuidae.